# Septième circonscription de la préfecture d'Ibaraki
La septième circonscription de la préfecture d'Ibaraki (茨城県第7区, Ibaraki-ken dai-nana-ku) est l'une des sept circonscriptions législatives que compte la préfecture d'Ibaraki au Japon.

## Description géographique
Entre 1994 et 2013, la septième circonscription de la préfecture d'Ibaraki regroupait les villes de Koga, Yūki, Mitsukaidō et Iwai (ja) et les districts de Yūki et Sashima.
Entre 2013 et 2022, elle réunissait les villes de Koga, Yūki, Jōsō et Bandō, une partie de la ville de Shimotsuma et les mêmes districts.
Depuis 2022, elle comprend les mêmes unités administratives et la ville de Shimotsuma dans son entier,.

## Députés
| Législature | Début de mandat | Fin de mandat | Député élu            | Parti politique | Parti politique |
| ----------- | --------------- | ------------- | --------------------- | --------------- | --------------- |
| 41e         | 1996            | 2000          | Kishirō Nakamura (ja) |                 | SE              |
| 42e         | 2000            | 2003          | Kishirō Nakamura (ja) |                 | SE              |
| 42e         | 2003            | 2003          | Yōji Nagaoka (ja)     |                 | PLD             |
| 43e         | 2003            | 2005          | Yōji Nagaoka (ja)     |                 | PLD             |
| 44e         | 2005            | 2009          | Kishirō Nakamura      |                 | SE              |
| 45e         | 2009            | 2012          | Kishirō Nakamura      |                 | SE              |
| 46e         | 2012            | 2014          | Kishirō Nakamura      |                 | SE              |
| 47e         | 2014            | 2017          | Kishirō Nakamura      |                 | SE              |
| 48e         | 2017            | 2021          | Kishirō Nakamura      |                 | SE              |
| 49e         | 2021            | 2024          | Keiko Nagaoka         |                 | PLD             |
| 50e         | 2024            | -             | Hayato Nakamura (ja)  |                 | SE              |